# Harperia eyreana
Harperia eyreana är en gräsväxtart som beskrevs av Barbara Gillian Briggs och Lawrence Alexander Sidney Johnson. Harperia eyreana ingår i släktet Harperia och familjen Restionaceae. Inga underarter finns listade i Catalogue of Life.